# Робер Мерсьє
Робер Мерсьє (фр. Robert Mercier, 14 жовтня 1909, Париж — 23 вересня 1958) — французький футболіст, що грав на позиції нападника, зокрема за клуб «Клуб Франсе» та національну збірну Франції.

## Клубна кар'єра
У дорослому футболі дебютував 1929 року виступами за команду «Клуб Франсе», в якій провів п'ять сезонів. У першому для професійного французького футболу сезоні 1932/33 відзначився 15-ма забитими голами, ставши разом із Вальтером Кайзером найкращим бомбардиром французької першості.
Згодом з 1934 по 1938 рік грав за «Расінг» (Париж) та «Аррас». У складі першого став чемпіоном Франції за результатами сезону 1935/36.
Завершив ігрову кар'єру виступами за «Ренн» у 1938—1939 роках.

## Виступи за збірну
1931 року дебютував в офіційних матчах у складі національної збірної Франції. Протягом п'яти років провів у її формі 7 матчів, забивши 3 голи.

## Кар'єра тренера
У 1938–1939 роках тренував команду «Дьєпп».
Помер 23 вересня 1958 року на 49-му році життя.

## Титули і досягнення

### Командні
- Володар Кубка Франції (2):

«Клуб Франсе»: 1930-1931
«Расінг» (Париж): 1935-1936
- Чемпіон Франції (1):

«Расінг» (Париж): 1935-1936

### Особисті
- Найкращий бомбардир чемпіонату Франції (1):

1932-1933 (15 голів)